# Touch the Clouds
Touch the Clouds (lakota : Maȟpíya Ičáȟtagya ou Maȟpíya Íyapat'o, en français : Celui qui touche les nuages) est un chef de la tribu Lakota Miniconjou Teton (également connus sous le nom de Sioux), né vers 1838 et mort le 5 septembre 1905.
Il était particulièrement célèbre pour sa bravoure et son habileté au combat, sa force physique et sa diplomatie. En tant que cadet de Lone Horn (en), il était le frère de Spotted Elk, Frog et Hook Nose. Des documents suggèrent qu'il était un cousin de Crazy Horse.
Lorsque le groupe Wakpokinyan de Touch the Clouds se sépara au milieu des années 1870, le reste se rendit à l'agence de Cheyenne River. Il fut chef de son groupe de guerriers en 1875 après la mort de son père et en conserva la direction pendant la période initiale de la guerre des Black Hills de 1876-1877. Après la bataille de Little Bighorn, il emmena ses guerriers vers le nord, se rendant finalement à l'agence de Spotted Tail, où il s'enrôla chez les éclaireurs amérindiens. Cependant, peu de temps après s'être rendu à la mort de Crazy Horse, Touch the Clouds fut transféré avec son groupe à l'agence de Cheyenne River.
Il devint l'un des nouveaux dirigeants des Miniconjous à l'agence de Cheyenne River en 1881, conservant son poste jusqu'à sa mort le 5 septembre 1905. À sa mort, son fils, Amos Charging First prit sa relève en tant que chef.

## Ascension
Né entre 1837 et 1839, Touch the Clouds était le plus jeune fils de l'influent chef Lone Horn (en), chef d'un groupe de Miniconjous appelé Wakpokinyan (« Flies Along the Stream », en français : « Celui qui vole sur la rivière »). Touch the Clouds était connu pour sa taille et sa grande force, auxquelles son nom se rapporte. Le lieutenant Henry R. Lemly, qui rencontra Touch the Clouds en 1877, le décrit comme un Miniconjou « au physique magnifique, de six pieds cinq pouces dans ses mocassins, et sans une once de chair excédentaire, pesant 280 livres. »
Au moment où Touch the Clouds avait atteint l'âge de trente ans, il avait gagné le respect de ses pairs et avait été choisi à la tête d'un groupe de guerriers de la tribu. Dans ce rôle, il dirigea souvent ses guerriers dans des combats contre des tribus ennemies. White Bull rappela néanmoins un sens stratégique : « lors d'un raid en 1872 où Touch the Clouds dirigeait des raids à cheval, il décida de faire demi-tour après avoir découvert que sa troupe était largement dépassée en nombre par les ennemis crows ».
La crise liée à la présence européenne et américaine croissante dans le nord des Grandes Plaines provoqua des dissensions croissantes parmi les différentes tribus lakotas alors qu'elles débattaient de l'attitude à avoir. Les Wakpokinyan semblent alors s'être désolidarisé et une partie du groupe (dont Touch the Clouds) rejoignit l'agence de Cheyenne River sur le Missouri. Une partie dirigée par Lame Deer (en) choisit de rester à l'écart. Lone Horn eut du mal à maintenir le dialogue entre les différentes factions de Miniconjous et leurs proches. Après la mort de Lone Horn en 1875, la responsabilité du leadership incomba à son fils, juste au moment où l'armée américaine commençait sa campagne contre les bandes de Cheyennes et de Lakotas (sans traité de paix avec les colons).

## Grande guerre des Sioux de 1876–77
Au début de la guerre des Black Hills de 1876-1877, Touch the Clouds resta avec son groupe à l'agence de Cheyenne River.
Peu de temps après que la nouvelle de la défaite de Custer à Little Bighorn a atteint la réserve, Touch the Clouds plaida auprès des officiers de l'armée au poste voisin : « Ayez pitié de nous. Ne nous punissez pas tous seulement parce que certains d'entre nous se battaient lorsqu'ils le croyaient nécessaire. » Pensant que les groupes de cette réserve soutenaient les « hostiles », l'armée se prépara à désarmer tous les Lakotas alliés et à leur confisquer leurs poneys. À la fin de septembre 1876, méfiant des intentions de l'armée, Touch the Clouds mena une évasion de Miniconjous et Sans-Arcs qui fuyèrent la réserve, abandonnant leurs pavillons et autres biens dans leur précipitation vers le nord.
L'arrivée de ces réfugiés, dont Touch the Clouds, Roman Nose, Bull Eagle, Spotted Elk et d'autres chefs, introduisit une certaine modération dans les villages du nord (en direction de la frontière canadienne). En octobre 1876, la force combinée combattit les troupes lors de plusieurs escarmouches le long de la nouvelle route menant au cantonnement de la rivière Tongue.

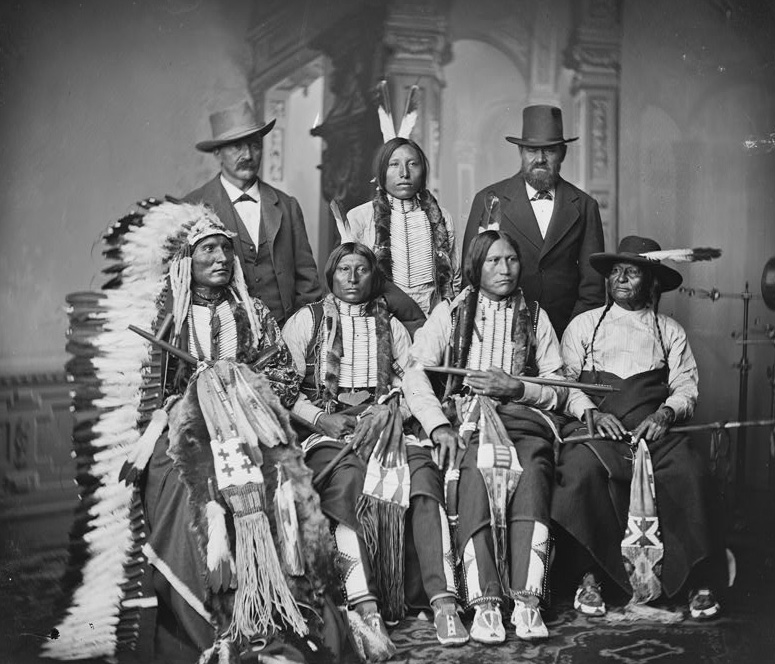
Touch the Clouds (à gauche, avec sa coiffe), photo prise à l'automne 1877, lors de sa visite à Washington, DC en tant que délégué pour rencontrer le président Hayes.

Après le départ de Crazy Horse et de Sitting Bull avec leurs groupes, des représentants des Miniconjous rencontrèrent le colonel Nelson Miles pour discuter d'une reddition. En février 1877, Touch the Clouds fut placé près de Short Pine Hills sur la rivière Little Missouri avec environ 60 ou 70 tipis. Là, il rencontra le célèbre chef brûlé Spotted Tail lors d'un conseil de cinq jours. Il accepta de prendre son groupe pour se rendre à l'agence de Spotted Tail dans le nord-ouest du Nebraska. Ils arrivèrent le 14 avril 1877 et Touch the Clouds fut le premier à avancer. « J'ai déposé cette arme », annonça-t-il à tous ceux qui pouvaient l'entendre, « en signe de soumission au général Crook, à qui je souhaite me rendre. »

## Réserve de Cheyenne River

Statue honorant Touch the Clouds à la Reliant Arena de Houston. En 2015, la statue fut déplacée à Edmond, Oklahoma.

Touch the Clouds et son groupe revinrent en février 1878 dans la réserve de Cheyenne River dans le centre du Dakota du Sud. Il y vécut le reste de sa vie. Au printemps 1882, les derniers groupes miniconjous étaient revenus à Cheyenne River, réunissant la tribu pour la première fois depuis plusieurs décennies.
À cette époque, seuls trois des six chefs traditionnels de la tribu étaient encore en vie. En 1882, les Miniconjous ont confirmé ou nommé de nouveaux dirigeants pour combler les vacances. Touch the Clouds a été confirmé comme « porteur de chemise » pour occuper le poste de son défunt père. Les autres nouveaux leaders sélectionnés comprenaient White Bull, Big Crow, White Swan et Touch the Bear. Lors de la cérémonie, les nouveaux dirigeants chantèrent : « Il est difficile d'être chef, mais je fais de mon mieux pour être un chef. »
En 1898, Touch the Clouds se rendit à Omaha dans le Nebraska dans le cadre de l'exposition Trans-Mississippi, où il fut photographié par Frank A. Rinehart.
Touch the Clouds a continué d'être un ardent défenseur de son peuple pour le reste de sa vie. En 1884, le révérend Addison Foster visita la réserve de Cheyenne River. Après un service religieux, Touch the Clouds resta derrière « pour signifier qu'il ressentait l'importance de cette nouvelle voie et qu'il souhaitait pour lui-même et pour son peuple des écoles et des églises . »
Il mourut le 5 septembre 1905 sur la rivière Cherry Creek, dans le Dakota du Sud.
Touch the Clouds s'est marié au moins deux fois. Il eut plusieurs filles et au moins un fils. Son fils aîné, Amos Charging First, lui succéda en tant que chef de communauté.